# Ferenc Kőszeg
 (février 2022).
Si vous disposez d'ouvrages ou d'articles de référence ou si vous connaissez des sites web de qualité traitant du thème abordé ici, merci de compléter l'article en donnant les références utiles à sa vérifiabilité et en les liant à la section « Notes et références ».
Dans le nom hongrois Kőszeg Ferenc, le nom de famille précède le prénom, mais cet article utilise l’ordre habituel en français Ferenc Kőszeg, où le prénom précède le nom.
Ferenc Kőszeg est un éditeur, enseignant et homme politique hongrois. Arrêté en 1957 pour avoir distribué des pamphlets, il fut maintenu en détention pendant deux mois. En 1970, il rejoignit l'opposition démocratique (hu), participant à l'édition et à la distribution de samizdats. En 1988, il a fut le fondateur du Réseau des initiatives libres, puis de l'Alliance des démocrates libres, et entre 1990 et 1998, il exerça la fonction de député. En 1989, il fut l'un des fondateurs, puis le premier président du Comité Helsinki hongrois (hu).

## Biographie
Ferenc Kőszeg est né dans une famille juive. Ses grands-parents maternels vivaient dans l'Empire russe et ce qui est aujourd'hui la Lettonie. Ils émigrèrent en 1906 et s'installèrent à Szeged en 1909. Son grand-père maternel, Eidus Bentian (hu), était technicien dentaire et, après avoir passé les examens requis, il commença à travailler comme dentiste en 1911. Il était en bon contact avec des écrivains et des artistes originaires de Szeged ou y étudiant, comme Gyula Juhász, Ferenc Móra, plus tard Attila József, Miklós Radnóti, Lajos Károlyi (hu), peintre, et plusieurs dirigeants du parti social-démocrate, comme Anna Kéthly. Il fut arrêté, interné et déporté quelques jours après l'invasion allemande, et mourut à Auschwitz. Son père fut appelé par le service du travail obligatoire en 1942 et disparut probablement sur le front russe en 1943. Quant à Ferenc, il dut se cacher dans Budapest
En 1957, il sortit diplômé du lycée Apáczai Csere János de l'ELTE (hu). La même année, il passa deux mois en détention pour des activités d'opposition (fabrication et distribution de tracts). Il étudia le latin et le hongrois à la faculté des sciences humaines de l'université Loránd-Eötvös, où il obtint son diplôme d'enseignant en 1962. Il devint ensuite rédacteur en chef de Szépirodalmi Könyvkiadó (hu) (1963), puis de Európa Könyvkiadó (hu) en 1975. Dans les années 1970, il entra en contact avec les représentants de l'opposition dite démocratique et, en 1979, il signa une déclaration de solidarité avec les membres de la Charte 77, ce qui provoqua son licenciement. Il travailla comme libraire, et, en 1981, il contribua journal samizdat de l'opposition démocratique, Beszélő, écrivant principalement des articles sur le droit. En plus de son travail journalistique, il enseignait l'allemand.
À la suite de son initiative en 1986, des opposants hongrois, tchécoslovaques, polonais et est-allemands reconnurent que l'insurrection de Budapest faisait partie de leur histoire commune. Il participa aux travaux du Fonds pour les pauvres (SZETA) (hu)), dirigé par Ottilia Solt. En 1988, il comptait parmi les fondateurs et initiateurs du Service indépendant de défense juridique et du Réseau d'initiatives libres. Il est ensuite devenu membre du conseil national fondateur et du conseil exécutif de l'Alliance des démocrates libres, qui a été formée à partir du Réseau.
En 1990, il devint rédacteur en chef de Beszélő (poste qu'il occupe jusqu'en 1994). Lors des élections législatives (hu) de 1990, il remporta un siège sur la liste régionale de son parti dans le comté de Fejér. Il devint le porte-parole de la police de la section du SZDSZ et membre du Comité de sécurité nationale. En 1991, il devint membre du conseil exécutif du conseil national du SZDSZ et quitta le conseil exécutif.
Il a été l'un des fondateurs du Comité Helsinki hongrois, dont il a été le directeur exécutif à partir de 1994. En 1994, il remporta un autre siège aux élections parlementaires de 1994, cette fois sur la liste nationale du SZDSZ. Il ne se représenta pas aux élections de 1998, mais resta à la fin de la liste nationale du parti jusqu'en 2006. Il a ensuite démissionné du Conseil national du SZDSZ et pris sa retraite de l'organisation de défense des droits en 2007. Les principaux combats de son engagement politique sont les droits de l'homme et la publication de documents de la période communiste. En 2002, il fut décoré de l'Ordre du Mérite hongrois « en reconnaissance de ses décennies d'activité pour l'établissement de la démocratie hongroise, de la liberté de la presse et du respect des droits de l'homme ».

## Galerie

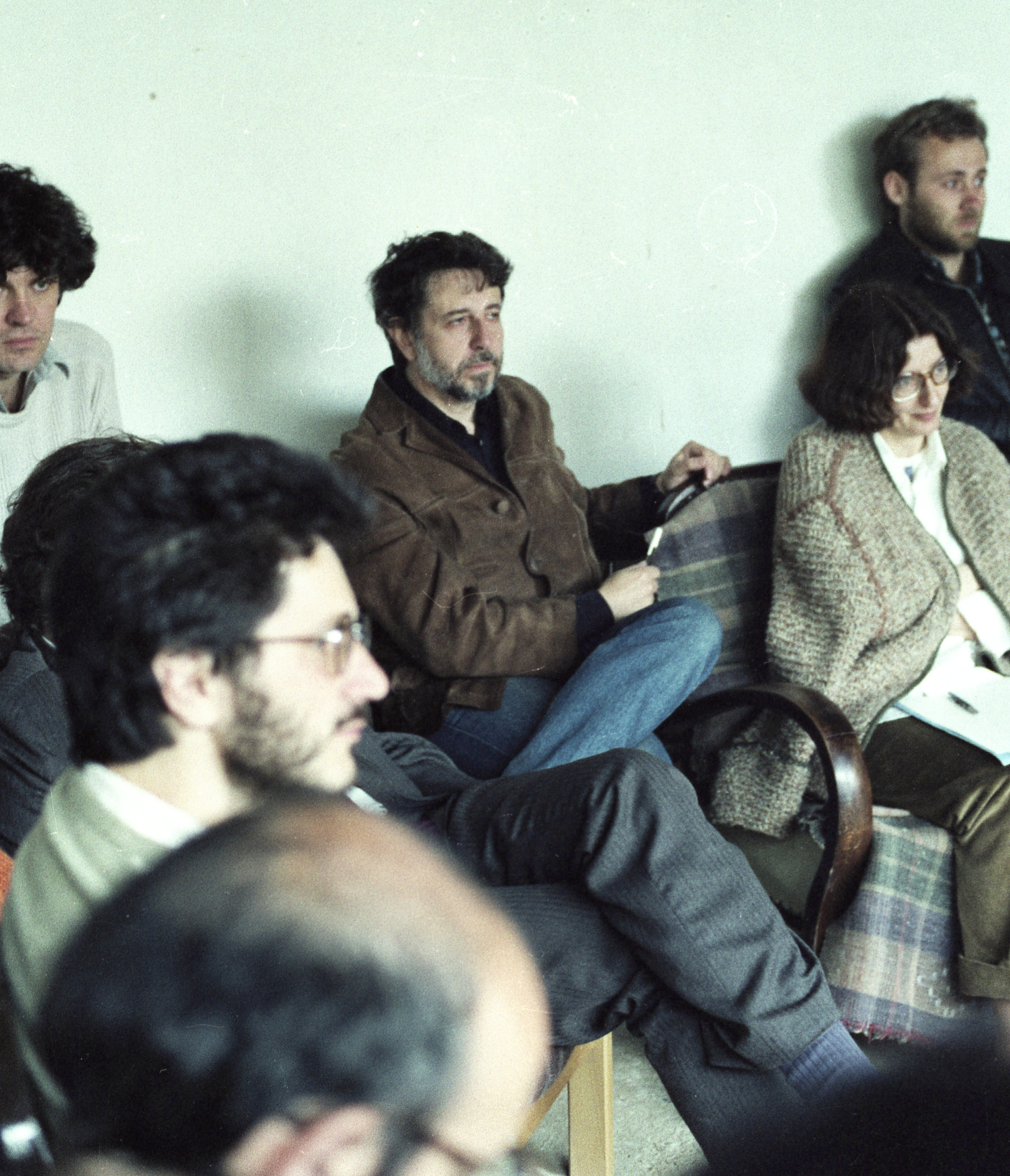
En 1987 avec Ferenc Miszlivetz, Katalin Orzó et Gyula Bartók.
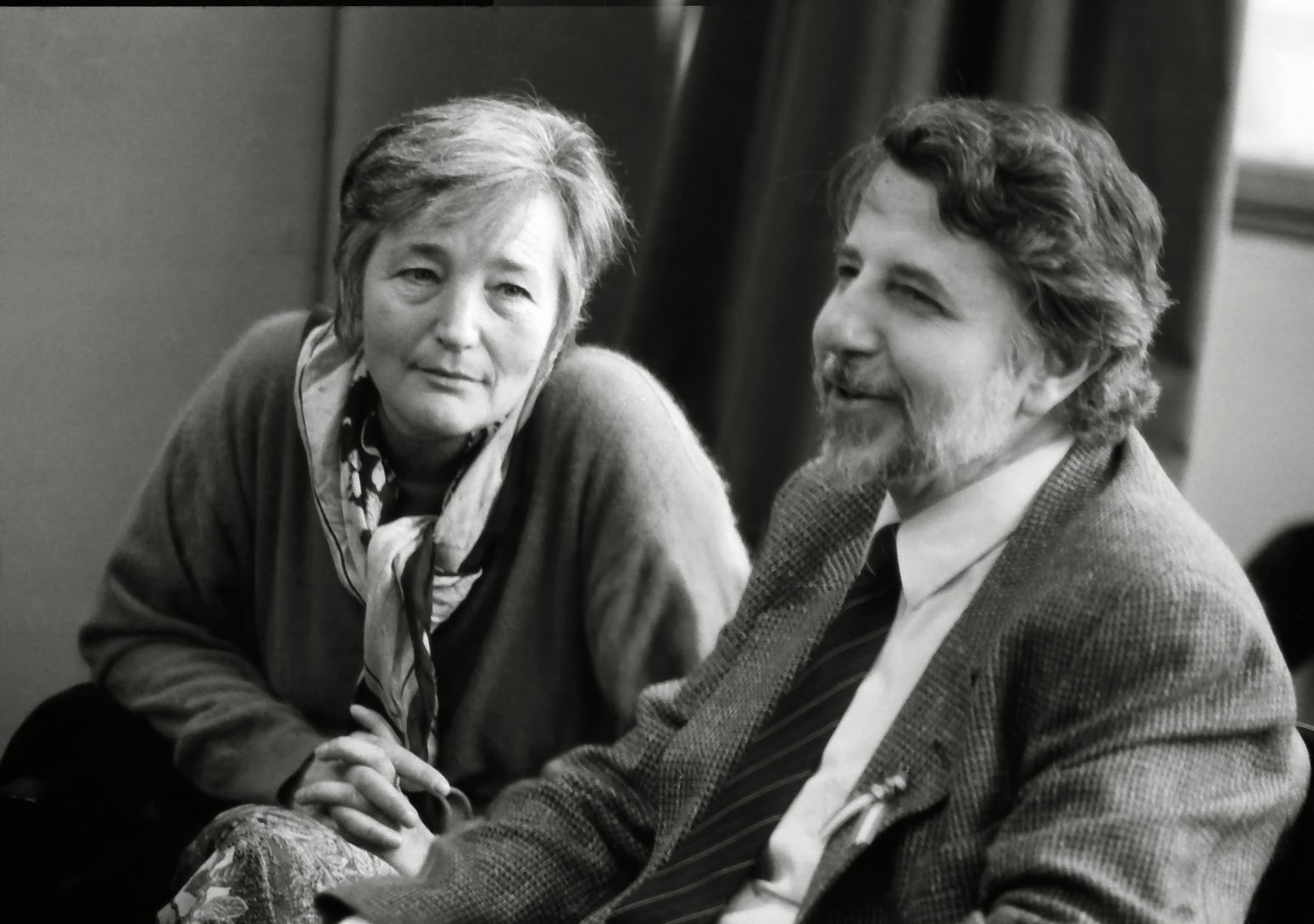
Avec Ottilia Solt. Photo de Lenke Szilágyi
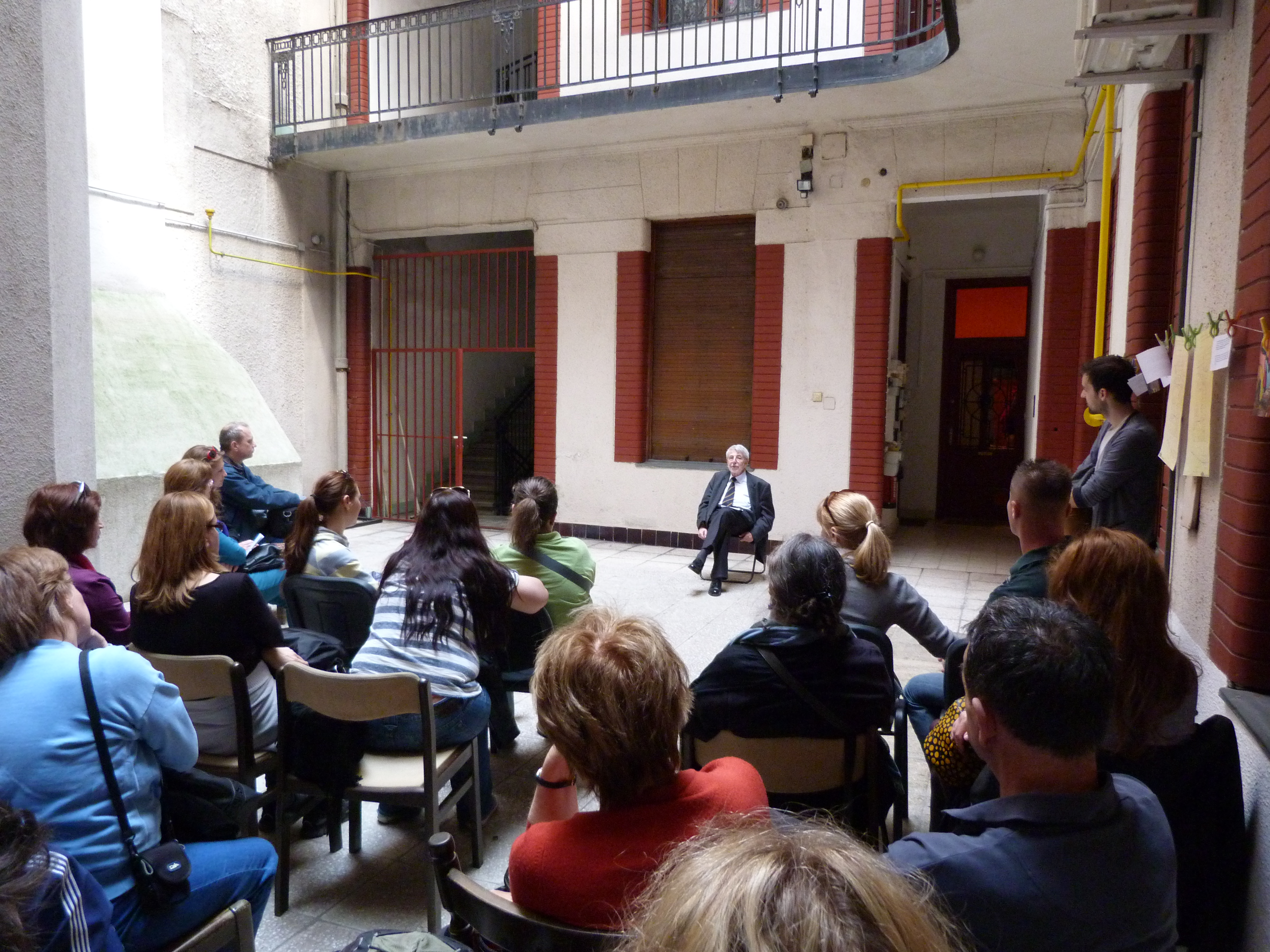
En 2014 aux Archives des fondations Open Society

## Œuvres
- Introduction à Police in Transition: Essays on the Police Forces in Transition Countries, Central European University Press, 1er janvier 2001.